# 山本光朗
山本 光朗（やまもと みつお）は、日本の歴史学者。専門は中央アジア古代史、元朝史。
1975年神戸大学文学部卒業。1981年京都大学大学院文学研究科東洋史学単位取得満期退学。同年、京都大学文学部助手。1983年北海道教育大学旭川分校教育学部助手。1986年北海道教育大学旭川校教育学部助教授。2001年北海道教育大学旭川校教育学部教授。

## 主要論文
- 山本光朗「八世紀以前のターリム盆地地方の毛織物生産について」『東洋史研究』第38巻第4号、東洋史研究會、1980年3月、517-541頁、doi:10.14989/153763、ISSN 0386-9059、CRID 1390009224834115200。
- 山本光朗「パルヴァタ考」『東洋史研究』第46巻第4号、東洋史研究會、1988年3月、703-737頁、doi:10.14989/154222、ISSN 0386-9059、CRID 1390009224834200320。
- 山本光朗「<研究ノート>鄯乾墓誌銘について」『史林』第82巻第1号、史学研究会 (京都大学文学部内)、1999年1月、102-121頁、doi:10.14989/shirin_82_102、ISSN 0386-9369、CRID 1390009224846457984。
- 山本光朗「<論文>鄯善（楼蘭）国の王権について」『西南アジア研究』第57巻、西南アジア研究会、2002年9月、1-12頁、doi:10.14989/seinan-asia-kenkyu_57_1、ISSN 0910-3708、CRID 1390290699827773568。
- 山本光朗「古代中央アジアの鄯善国における裁判制度について」『北海道教育大学紀要. 人文科学・社会科学編』第56巻第2号、北海道教育大学、2006年2月、45-55頁、doi:10.32150/00005530、ISSN 1344-2562、CRID 1390013352873271424。
- 山本光朗「<論文>鄯善（楼蘭）国の村落と王権について」『西南アジア研究』第64巻、西南アジア研究会、2006年3月、1-14頁、doi:10.14989/seinan-asia-kenkyu_64_1、ISSN 0910-3708、CRID 1390290699827764608。
- 山本光朗「元の功臣劉秉忠について(1)」『北海道教育大学紀要. 人文科学・社会科学編』第63巻第1号、北海道教育大学、2012年8月、103-118頁、doi:10.32150/00006077、ISSN 1344-2562、CRID 1390857777803475840。
- 山本光朗「古代中央アジアの死生観について」『北海道教育大学紀要. 人文科学・社会科学編』第63巻第2号、北海道教育大学、2013年2月、55-68頁、doi:10.32150/00006119、ISSN 1344-2562、CRID 1390857777803492864。
- 山本光朗「耶律楚材と中書省について」『北海道教育大学紀要. 人文科学・社会科学編』第66巻第2号、北海道教育大学、2016年2月、29-44頁、doi:10.32150/00006432、ISSN 1344-2562、CRID 1390013352873477248。